# Jan Molin

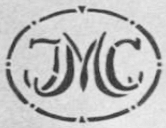
Logotyp Przedsiębiorstwa komunikacyjnego Jan Molin w Cieszynie

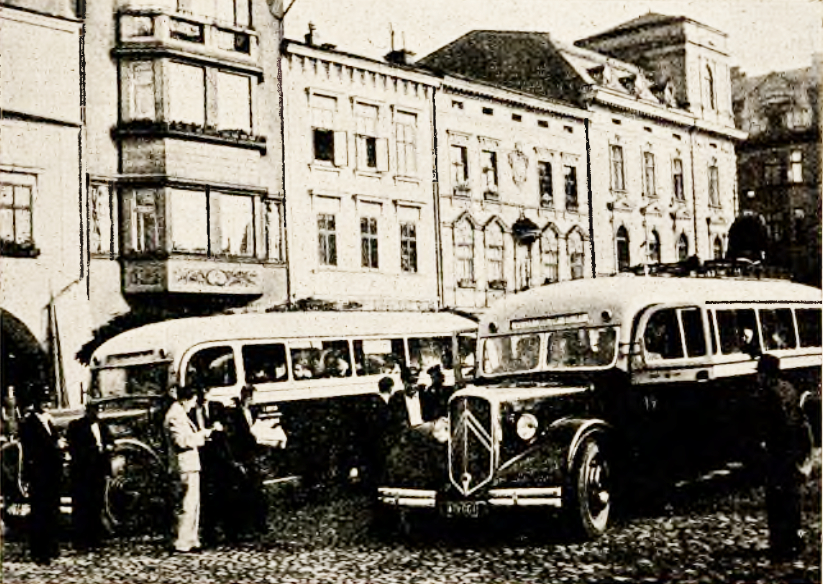
Autobusy przedsiębiorstwa komunikacyjnego Jana Molina na rynku w Cieszynie

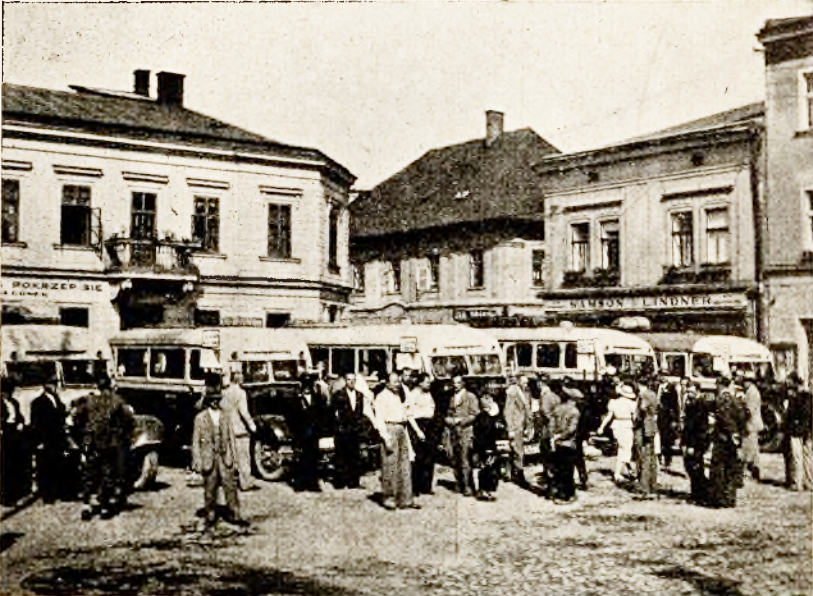
Autobusy przedsiębiorstwa komunikacyjnego Jana Molina na rynku w Skoczowie

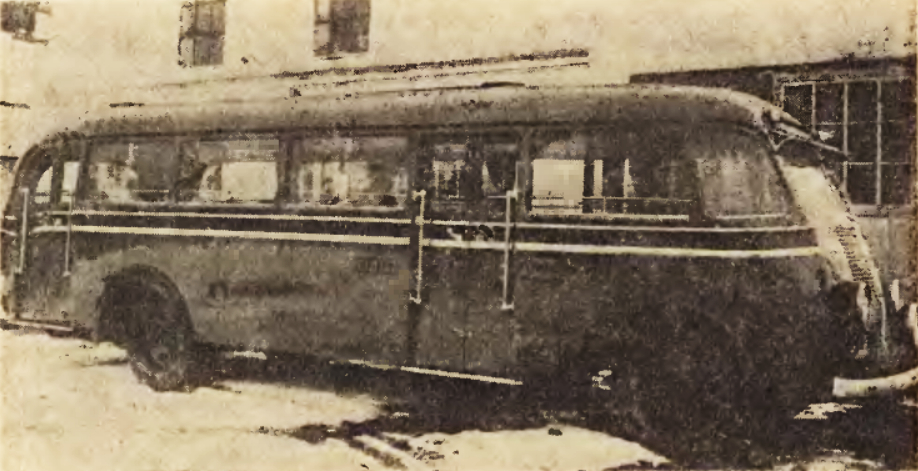
Autobus Chevrolet 183 karosowany przez Fabrykę Karoserii i Wyrobów Metalowych Jan Molin i S-ka dla Breńskiej Spółki Autobusowej

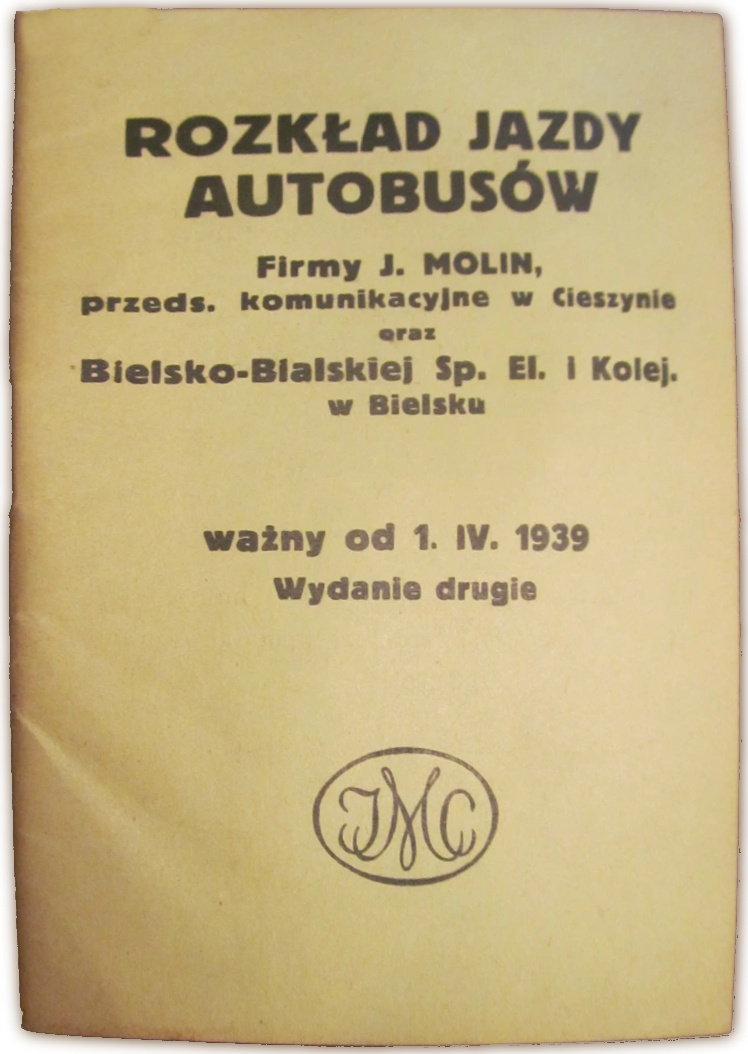
Ostatni rozkład jazdy przedsiębiorstw komunikacyjnych Jana Molina

Jan Molin (ur. 25 grudnia 1892 w Żukowie Dolnym k. Cieszyna, zm. 10 kwietnia 1940 w Mauthausen) – polski przedsiębiorca transportowy i motoryzacyjny. Był pionierem zbiorowej komunikacji autobusowej na Śląsku Cieszyńskim i założycielem przemysłu motoryzacyjnego w regionie.
Jan Molin w ciągu 12 lat zbudował system komunikacji autobusowej obejmujący cały region Śląska Cieszyńskiego. W tym okresie jego przedsiębiorstwo komunikacyjne rozrosło się od jednego pojazdu obsługującego jedną linię do pozycji największego przewoźnika w regionie, dysponującego ok. 50 autobusami jeżdżącymi w 24 relacjach. Ze względu na tak dynamiczny rozwój i stałą potrzebę budowy nowych nadwozi pasażerskich założył pierwszą w polskiej części Górnego Śląska wytwórnię motoryzacyjną specjalizującą się w karosowaniu autobusów. Firma działała nie tylko na potrzeby macierzystego przewoźnika, produkując pojazdy dla innych przewoźników w województwie, nawet bezpośrednich konkurentów Molina na Śląsku Cieszyńskim.

## Życiorys
Jan Molin zajmował się transportem zarobkowym od ukończenia cieszyńskiej szkoły handlowej. Pierwsze przedsięwzięcie zorganizowane z kolegą o nazwisku Haltof wykorzystywało wozy konne. Zainspirowany relacją cieszyńskiego taksówkarza Jana Wałgi o rodzących się przedsięwzięciach autobusowego transportu publicznego w Austro-Węgrzech, czego rozmówca był świadkiem pracując przed I wojną światową w Wiedniu, kupił podwozie ciężarowe marki Ford. Od 1925 zbudowany na nim autobus był pierwszym pojazdem firmy Przedsiębiorstwo komunikacyjne Jan Molin w Cieszynie (JMC). Molin był kierowcą autobusu i zajmował się jego utrzymaniem technicznym, w pracy pomagała mu żona Anna (m.in. jako konduktorka). Początkowo współdziałał też z bratem, Gustawem Molinem, właścicielem stacji paliw i przedstawicielstwa handlowego sprzedającego motocykle. Prowadzenie regularnych przewozów zostało potwierdzone w 1927 koncesją Śląskiego Urzędu Wojewódzkiego w Katowicach na obsługę przewozów pasażerskich pierwszej w regionie linii autobusowej Cieszyn-Ustroń-Wisła. Przedsiębiorstwo transportowe Jana Molina przez 10 lat od uruchomienia pierwszej regularnej linii stało się największym przewoźnikiem autobusowym na Śląsku Cieszyńskim.
Do 1937 zasadą było, że Jan Molin zlecał budowę nadwozi kolejnych autobusów firmom zewnętrznym. 10 kwietnia tego roku w Skoczowie rozpoczęło działalność przedsiębiorstwo Fabryka Karoserii i Wyrobów Metalowych Jan Molin i S-ka, założone w 1936 z Pawłem Kusiem, który wcześniej, jako pracownik innej firmy oraz właściciel – własnej, karosował autobusy Molina. Spółka zatrudniająca początkowo 40 osób nie tylko stała się dostarczycielem gotowych pojazdów na potrzeby JMC, jej klientem zostały też m.in. Śląskie Linie Autobusowe w Katowicach. Fabryka wykonywała też m.in. remonty generalne silników, naprawy główne i przebudowy pojazdów użytkowych a także urządzenia do warsztatów stolarsko-ślusarskich.
1 lutego 1939 Jan Molin uruchomił pierwszą linię miejskiej komunikacji autobusowej w Cieszynie. Wiosną tego samego roku sfinalizował otwartą pod koniec 1938 transakcję wykupu większościowego pakietu udziałów swojego największego konkurenta w regionie, Bielsko-Bialskiej Spółki Elektrycznej i Kolejowej. Według wspólnego rozkładu jazdy obowiązującego od kwietnia przedsiębiorca obsługiwał siatkę 24 linii komunikujących miejscowości Śląska Cieszyńskiego pomiędzy sobą oraz łączących region z Krakowem i Katowicami.
W przededniu II wojny światowej JMC zatrudniało ponad 300 osób dysponując 54 autobusami, 6 samochodami osobowymi i 8 – ciężarowymi (według innego źródła – 46 autobusami). Tabor bazował we własnych garażach przy centrali w Cieszynie i – filiach w Skoczowie, Wiśle, Istebnej oraz Bielsku. Z kolei skoczowska fabryka karoserii w 1938 roku zwiększyła zatrudnienie do 140 osób, pracując na 3 zmiany i wypuszczając każdego tygodnia nowo skarosowany autobus. Wybuch wojny oznaczał rekwizycję niemal wszystkich pojazdów Molina na potrzeby Wojska Polskiego i ewakuacji instytucji oraz ludności. Przewoźnik, który brał udział w działaniach ewakuacyjnych, wrócił do okupowanego przez Niemców Cieszyna z okolic granicy z Rumunią po miesiącu lub jeszcze 12 września 1939. Już w dniu powrotu został aresztowany przez Gestapo i osadzony na krótko w cieszyńskim więzieniu. Trafił stamtąd do niemieckiego obozu koncentracyjnego KL Mauthausen-Gusen, gdzie zginął w trzecią rocznicę uruchomienia produkcji w swojej skoczowskiej fabryce karoserii.

## Poglądy
Jan Molin w latach 30. był animatorem lokalnego środowiska Powszechnego Zjednoczenia Stanu Średniego, prorządowej organizacji która miała ambicję zostać forpocztą lokalnej polskiej klasy średniej. Środowisko cieszyło się wsparciem i stanowiło element zaplecza politycznego ówczesnego wojewody śląskiego Michała Grażyńskiego. Można wnioskować, że życzliwość i współpraca miały wpływ na politykę władz wojewódzkich od których zależały inwestycje drogowe, dzięki czemu możliwy był rozwój usług komunikacyjnych przewoźnika. Molin wspierał z kolei działania administracji rządowej m.in. organizując komunikację autobusową na przyłączonych ziemiach już w dzień po zajęciu Zaolzia, finansując wykup z rąk austriackiego kapitału Bielsko-Bialskiej Spółki Elektrycznej i Kolejowej, czy fundując uzbrojenie i wyposażenie wojska u progu wojny (co było pretekstem dla jego aresztowania i osadzenia w obozie koncentracyjnym przez niemieckiego okupanta).

## Życie prywatne
Przodkowie Jana Molina pochodzili z Portugalii, skąd w XVII wieku przez Francję dotarli na Śląsk Austriacki. Pochodził z rodziny kupieckiej. Miał siostrę i trzech braci, Pawła, Gustawa oraz Ludwika, którzy kontynuowali rodzinną tradycję kupiecką. Z żoną Anną, z domu Raszka, miał dwie córki, Gertrudę i Elżbietę, oraz syna Władysława. Podczas okupacji niemieckiej wdowa po Janie z dziećmi przebywała w Warszawie. Władysław Molin (ur. 3 listopada 1919 w Cieszynie), aresztowany, został osadzony w jednym z niemieckich obozów koncentracyjnych, prawdopodobnie Groß-Rosen. Zginął podczas przenoszenia więźniów pomiędzy podobozami poprzedzającego marsze śmierci. Prawdopodobnie stało się to 17 stycznia 1945 w niemieckim obozie pracy AL Fünfteichen. Anna Molin (ur. 15 stycznia 1897 w Cieszynie) została zastrzelona przez Niemców w powstaniu warszawskim 6 sierpnia 1944. Według relacji przekazanej rodzinie mogło się to jednak stać później. Wdowa po Janie Molinie miała być ranna w powstaniu i zostać zastrzelona przez ss-mana w jednym z powstańczych szpitali podczas mordowania jego pacjentów w połowie sierpnia lub 2 września na co wskazują okoliczności przekazane w relacji. Wojny nie przeżył też jeden z braci Jana, Gustaw Molin (ur. 7 lipca 1899 w Cieszynie), który uwięziony przez Niemców zginął w Oranienburgu 6 stycznia 1945.